# Lijst van afleveringen van Der Kommissar
Dit is een lijst met afleveringen van de Duitse televisieserie Der Kommissar. De serie telt 8 seizoenen. Een overzicht van alle afleveringen is hieronder te vinden.

## Seizoen 1
| Nr. | Titel aflevering                   | Uitzenddatum DE  |
| --- | ---------------------------------- | ---------------- |
| 1   | Toter Herr im Regen                | 3 januari 1969   |
| 2   | Das Messer im Geldschrank          | 17 januari 1969  |
| 3   | Ratten der Großstadt               | 31 januari 1969  |
| 4   | Die Tote im Dornbusch              | 21 februari 1969 |
| 5   | Ein Mädchen meldet sich nicht mehr | 14 maart 1969    |
| 6   | Die Pistole im Park                | 21 maart 1969    |
| 7   | Keiner hörte den Schuß             | 18 april 1969    |
| 8   | Der Tod fährt 1. Klasse            | 2 mei 1969       |
| 9   | Geld von toten Kassierern          | 16 mei 1969      |
| 10  | Schrei vor dem Fenster             | 6 juni 1969      |
| 11  | Die Schrecklichen                  | 11 juli 1969     |
| 12  | Die Waggonspringer                 | 7 november 1969  |
| 13  | Auf dem Stundenplan: Mord          | 28 november 1969 |
| 14  | Das Ungeheuer                      | 19 december 1969 |

## Seizoen 2
| Nr. | Titel aflevering              | Uitzenddatum DE   |
| --- | ----------------------------- | ----------------- |
| 1   | Der Papierblumenmörder        | 16 januari 1970   |
| 2   | Tod einer Zeugin              | 6 februari 1970   |
| 3   | Parkplatz-Hyänen              | 27 februari 1970  |
| 4   | Dr. Meinhardts trauriges Ende | 13 maart 1970     |
| 5   | In letzter Minute             | 3 april 1970      |
| 6   | Messer im Rücken              | 24 april 1970     |
| 7   | ...wie die Wölfe              | 15 mei 1970       |
| 8   | Tod eines Klavierspielers     | 5 juni 1970       |
| 9   | Tödlicher Irrtum              | 26 juni 1970      |
| 10  | Eine Kugel für den Kommissar  | 18 september 1970 |
| 11  | Der Mord an Frau Klett        | 9 oktober 1970    |
| 12  | Die kleine Schubelik          | 30 oktober 1970   |
| 13  | Anonymer Anruf                | 20 november 1970  |
| 14  | Drei Tote reisen nach Wien    | 18 december 1970  |

## Seizoen 3
| Nr. | Titel aflevering             | Uitzenddatum DE   |
| --- | ---------------------------- | ----------------- |
| 1   | Der Moormörder               | 8 januari 1971    |
| 2   | Besuch bei Alberti           | 29 januari 1971   |
| 3   | Ende eines Tanzvergnügens    | 26 februari 1971  |
| 4   | Die Anhalterin               | 19 maart 1971     |
| 5   | Lagankes Verwandte           | 16 april 1971     |
| 6   | Der Tote von Zimmer 17       | 7 mei 1971        |
| 7   | Lisa Bassenges Mörder        | 28 mei 1971       |
| 8   | Tod eines Ladenbesitzers     | 18 juni 1971      |
| 9   | Die andere Seite der Straße  | 10 september 1971 |
| 10  | Grauroter Morgen             | 1 oktober 1971    |
| 11  | Als die Blumen Trauer trugen | 22 oktober 1971   |
| 12  | Der Tod des Herrn Kurusch    | 12 november 1971  |
| 13  | Kellner Windeck              | 26 november 1971  |
| 14  | Ein rätselhafter Mord        | 17 december 1971  |

## Seizoen 4
| Nr. | Titel aflevering           | Uitzenddatum DE  |
| --- | -------------------------- | ---------------- |
| 1   | Traum eines Wahnsinnigen   | 28 januari 1972  |
| 2   | Die Tote im Park           | 18 februari 1972 |
| 3   | Schwester Ignatia          | 10 maart 1972    |
| 4   | Überlegungen eines Mörders | 24 maart 1972    |
| 5   | Tod eines Schulmädchens    | 21 april 1972    |
| 6   | Toter gesucht              | 12 mei 1972      |
| 7   | Ein Amoklauf               | 2 juni 1972      |
| 8   | Der Tennisplatz            | 30 juni 1972     |
| 9   | Fluchtwege                 | 6 oktober 1972   |
| 10  | Ende eines Humoristen      | 3 november 1972  |
| 11  | Mykonos                    | 24 november 1972 |
| 12  | Blinde Spiele              | 22 december 1972 |

## Seizoen 5
| Nr. | Titel aflevering                              | Uitzenddatum DE   |
| --- | --------------------------------------------- | ----------------- |
| 1   | Rudek                                         | 12 januari 1973   |
| 2   | Tod eines Hippiemädchens                      | 2 februari 1973   |
| 3   | Das Komplott                                  | 23 februari 1973  |
| 4   | Schwarzes Dreieck                             | 16 maart 1973     |
| 5   | Der Tod der Karin W.                          | 6 april 1973      |
| 6   | Die Nacht, in der Basseck starb               | 27 april 1973     |
| 7   | Der Geigenspieler                             | 18 mei 1973       |
| 8   | Ein Funken in der Kälte                       | 8 juni 1973       |
| 9   | Sonderbare Vorfälle im Hause von Professor S. | 21 september 1973 |
| 10  | Ein Mädchen nachts auf der Straße             | 5 oktober 1973    |
| 11  | Sommerpension                                 | 2 november 1973   |
| 12  | Herr und Frau Brandes                         | 30 november 1973  |
| 13  | Tod eines Buchhändlers                        | 28 december 1973  |

## Seizoen 6
| Nr. | Titel aflevering                         | Uitzenddatum DE   |
| --- | ---------------------------------------- | ----------------- |
| 1   | Domanns Mörder                           | 11 januari 1974   |
| 2   | Ein Anteil am Leben                      | 8 februari 1974   |
| 3   | Die Nacht mit Lansky                     | 22 februari 1974  |
| 4   | Spur von kleinen Füßen                   | 22 maart 1974     |
| 5   | Drei Brüder                              | 26 april 1974     |
| 6   | Tod eines Landstreichers                 | 24 mei 1974       |
| 7   | Mit den Augen eines Mörders              | 28 juni 1974      |
| 8   | Im Jagdhaus                              | 12 juli 1974      |
| 9   | Sein letzter Coup                        | 26 juli 1974      |
| 10  | Ohne auf Wiedersehen zu sagen            | 9 augustus 1974   |
| 11  | Schwierigkeiten eines Außenseiters       | 30 augustus 1974  |
| 12  | Jähes Ende einer interessanten Beziehung | 27 september 1974 |
| 13  | Der Segelbootmord                        | 25 oktober 1974   |
| 14  | Der Liebespaarmörder                     | 29 november 1974  |
| 15  | Traumbilder                              | 27 december 1974  |

## Seizoen 7
| Nr. | Titel aflevering                                | Uitzenddatum DE   |
| --- | ----------------------------------------------- | ----------------- |
| 1   | Das goldene Pflaster                            | 10 januari 1975   |
| 2   | Am Rande der Ereignisse                         | 31 januari 1975   |
| 3   | Warum es ein Fehler war, Beckmann zu erschießen | 14 februari 1975  |
| 4   | Ein Mord auf dem Lande                          | 14 maart 1975     |
| 5   | Der Mord an Dr. Winter                          | 25 april 1975     |
| 6   | Die Kusine                                      | 23 mei 1975       |
| 7   | Sturz aus großer Höhe                           | 20 juni 1975      |
| 8   | Noch zehn Minuten zu leben                      | 25 juli 1975      |
| 9   | Der Tod des Apothekers                          | 5 september 1975  |
| 10  | Fährt der Zug nach Italien?                     | 26 september 1975 |
| 11  | Ein Playboy segnet das Zeitliche                | 24 oktober 1975   |
| 12  | Ein Mord nach der Uhr                           | 21 november 1975  |
| 13  | Eine Grenzüberschreitung                        | 19 december 1975  |

## Seizoen 8
| Nr. | Titel aflevering   | Uitzenddatum DE |
| --- | ------------------ | --------------- |
| 1   | Der Held des Tages | 2 januari 1976  |
| 2   | Tod im Transit     | 30 januari 1976 |